# پل پوگبا
پل لبیل پوگبا (به فرانسوی: Paul Labile Pogba) بازیکن فوتبال اهل فرانسه است.که برای موناکو در لیگ فرانسه بازی می‌کند 
وی پس از بخشش محرومیت دوپینگ هم اکنون از ژانویه دوباره می‌تواند به فعالیت خود در رشته ی فوتبال ادامه دهد.
پوگبا ابتدا در لو آور به عنوان ستاره‌ای جوان مورد تحسین قرار گرفت. هم چنین او سپس در سال ۲۰۰۹ به منچستر یونایتد انگلیس رفت و پس از مدتی به تیم بزرگسالان این باشگاه انتقال یافت. پوگبا به علت مشکلاتی که در این باشگاه داشت، جدایی خود را اعلام کرد و به‌طور رایگان به تیم یوونتوس در سری آ ایتالیا پیوست. او یووه را در قهرمانی چهار فصل پیاپی لیگ سری آ، دو جام حذفی ایتالیا و دو سوپر جام ایتالیا کمک کرد و نیز در زمان حضورش در یوونتوس، این تیم توانست پس از ۱۲ سال به فینال لیگ قهرمانان اروپا ۱۵–۲۰۱۴ برسد. به این ترتیب پوگبا جایگاه خود را به عنوان یکی از بهترین هافبک‌های جهان در فوتبال تثبیت کرد. او در سال ۲۰۱۳ جایزه پسر طلایی فوتبال را دریافت کرد و در ۲۰۱۵ نام او در تیم منتخب سال فوتبال جهان قرار گرفت.
درخشش پوگبا در یوونتوس باعث شد تا با عقد قراردادی به ارزش ۱۰۵ میلیون یورو به منچستر یونایتد بازگردد. او در اولین فصل حضورش پس از بازگشت به منچستر، با این تیم قهرمان جام حذفی انگلستان و لیگ اروپا شد. حضور دوباره پوگبا در جمع شیاطین سرخ تجربه ای نا موفق برای او و باشگاه بود
در سطح ملی، پوگبا تیم ملی جوانان فرانسه را به قهرمانی در جام جهانی فوتبال جوانان رساند و به عنوان بهترین بازیکن این تورنمنت برگزیده شد. او سپس به تیم ملی بزرگسالان فرانسه دعوت شد و در ۲۲ مارس ۲۰۱۳ نخستین بازی‌اش را برای فرانسه، در مقابل گرجستان انجام داد. پوگبا یکی از بازیکنان تأثیرگذار در قهرمانی فرانسه در جام جهانی ۲۰۱۸ روسیه بود. او یکی از گل‌های فرانسه را در بازی فینال مقابل کرواسی به ثمر رساند و قهرمانی با فرانسه در این جام را جشن گرفت.

## دوران حرفه‌ای

### شروع زندگی و دوران حرفه‌ای
پوگبا در لنیی سور مرن به دنیا آمد. پدر و مادر او اهل گینه بودند. او دو برادر بزرگتر از خود دارد که هر دو بازیکن فوتبال هستند. پوگبا فوتبالش را در شش سالگی در باشگاه روآسیان بری شروع کرد. او هفت سال در آن باشگاه بود و بعد از آن به تروسی رفت. در آن‌جا کاپیتان تیم زیر ۱۳ سال باشگاه شد و بعد از یک فصل این تیم را نیز ترک کرد و به باشگاه حرفه‌ای لوآور پیوست.

### منچستر یونایتد
در ۳۱ ژوئیه ۲۰۰۹، پوگبا اعلام کرد که قصد دارد فرانسه را به مقصد لیگ انگلستان و بازی در تیم جوانان منچستر یونایتد ترک کند. در ۶ اکتبر ۲۰۰۹، انتقال او نهایی شد و او اولین بازی‌اش را برای تیم زیر ۱۸ سال باشگاه در ۱۰ اکتبر ۲۰۰۹ مقابل کرو الکساندرا انجام داد. در ۱۹ فوریه ۲۰۱۱، پوگبا به همراه سه بازیکن دیگر با نظر الکس فرگوسن به تیم اصلی ملحق شدند تا در دور پنجم جام حذفی مقابل کراولی تاون به میدان بروند. او در آن بازی نیمکت‌نشین بود و به میدان نرفت. بعدها گفته شد علا رغم میل الکس فرگوسن با توجه به صحبت‌های مادرش و مدیر برنامه‌های او مینو رایولا، ترجیح داد منچستر را ترک کرده و به دنبال ماجراجویی تازه‌ای باشد.
در مجموع پوگبا در ۳ بازی در لیگ و ۴ بازی در جام اتحادیه برای منچستر یونایتد به میدان رفت.
او با یونایتد موفق به کسب جام اتحادیه انگلیس و لیگ اروپا و جام خیریه شد

### یوونتوس

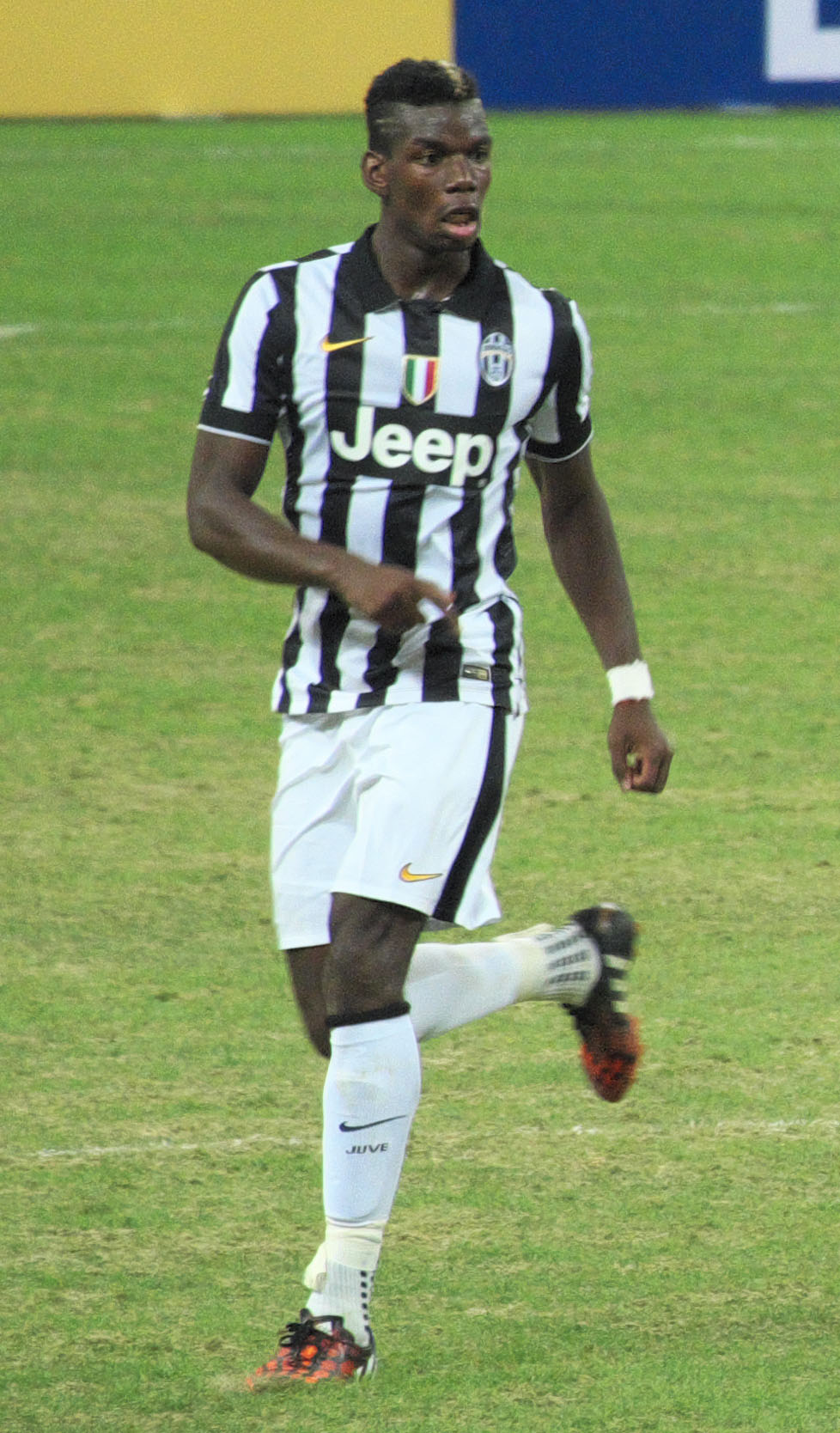
پوگبا با یوونتوس در سال ۲۰۱۴

در ۳ ژوئیه ۲۰۱۲، آلکس فرگوسن سرمربی منچستر یونایتد تأیید کرد که پوگبا قراردادش با باشگاه را تمدید نکرده و به یوونتوس پیوسته‌است. او در این مورد گفت که «پوگبا خیلی وقت پیش از آن که ما متوجه شویم، با یوونتوس قرارداد امضا کرده بود». در ۲۷ ژوئیه یوونتوس این خبر را تأیید کرد و اعلام کرد که پوگبا در حال گذراندن مراحل تست پزشکی باشگاه است. در ۳ اوت، او قراردادی ۴ ساله با باشگاه ایتالیایی به امضا رساند.
پوگبا در یوونتوس مورد توجه قرار گرفت و به سرعت پیشرفت کرد و یکی از ارکان تیم قهرمان یوونتوس در سری آ بود. وی در سال ۲۰۱۴ نیز به عنوان بهترین بازیکن جوان اروپا انتخاب شد. وی با یوونتوس به دو سوپرکاپ ایتالیا و دو قهرمانی سری آ ایتالیا رسیده‌است. پوگبا همچنین در سال ۱۵–۲۰۱۴ در لیگ قهرمانان اروپا عالی در خشید و به همراه یوونتوس موفق شد به فینال برود اما در فینال نیز با ارائه بازی بسیار خوب در مقابل بارسلونا نایب قهرمانی اروپا را تجربه کرد.
در فصل ۱۶–۲۰۱۵ با خروج کارلوس توز، پیراهن شماره ۱۰ را با درخواست خودش به تن کرد.
سرانجام در انتهای کار خود با ۴ قهرمانی سری آ، دو کوپا ایتالیا، دو سوپرکاپ ایتالیا و یک نائب قهرمانی در چمپیونز لیگ کار خود را در یوونتوس پایان داد و با قراردادی سرسام‌آور به مبلغ ۱۰۵ میلیون یورو با تبلیغاتی بسیار به باشگاه قبلی خود بازگشت.

### منچستر یونایتد
پل پوگبا در اوت ۲۰۱۶ طی یک قرارداد پنج ساله مجدداً با قرار دادی ۸۹ میلیونی به منچستر بازگشت که این مبلغ رکورد بیشترین میزان نقل انتقالات که پیش تر در اختیار گرت بیل بود را شکست. پوگبا در منچستر یونایتد شماره شش را بر تن کرد. مبلغ پرداختی او ۲۹۰ هزار پوند در هر هفته قید شد. در ۱۹ اوت پوگبا اولین بازی خود را برای منچستر در برابر تیم ساوت‌همپتون انجام داد که منچستر در این بازی موفق شد با نتیجه ۲ بر ۰ بورنموث را شکست دهد.

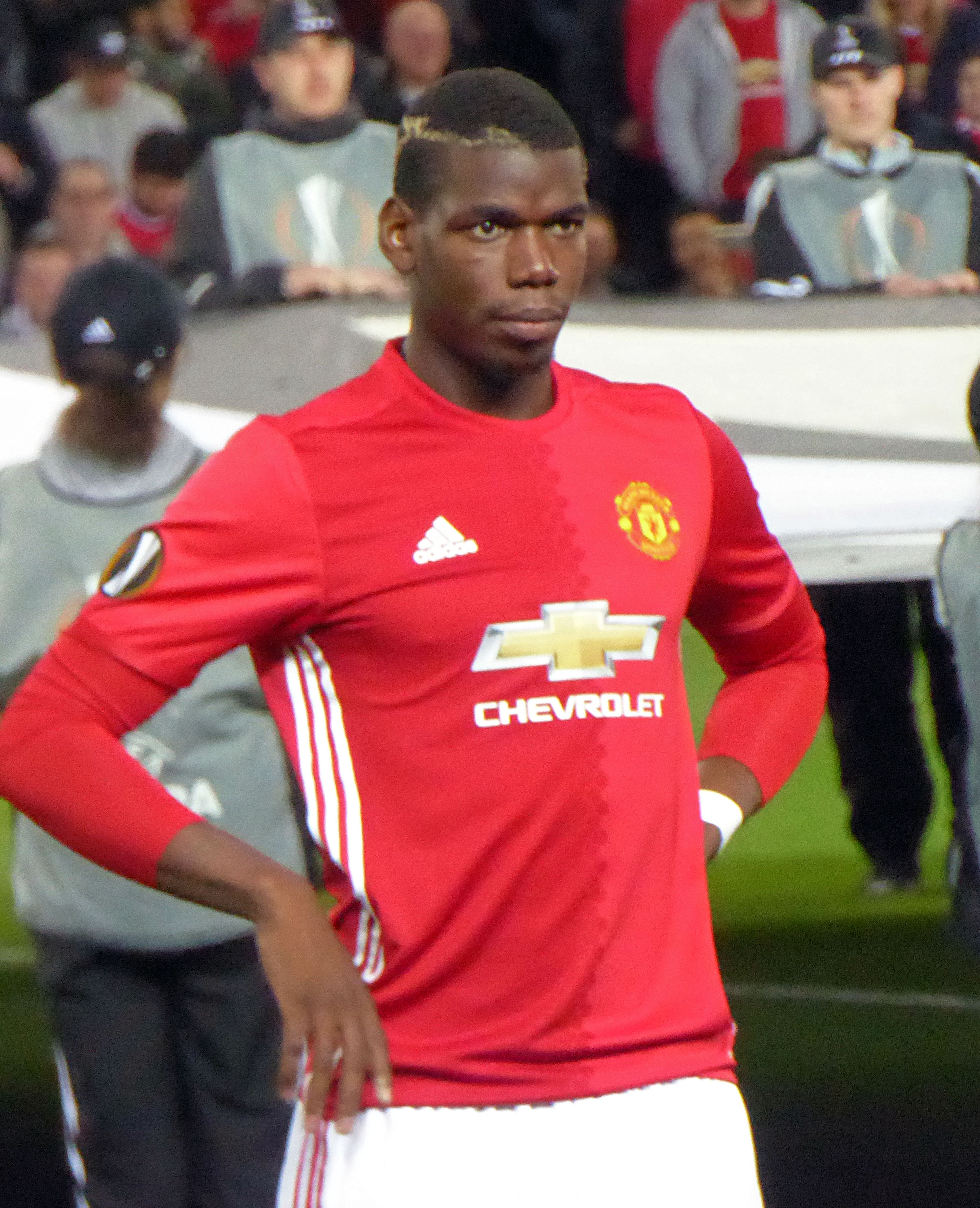
۲۰۱۶

پس از شکست منچستر یونایتد در شهرآورد منچستر در سال ۲۰۱۶ انتقادات به سبک حضور پوگبا در منچستریونایتد توسط منتقدان علل خصوص بازیکن اسبق لیورپول جیمی کرگر شد. اما خیلی زود پوگبا با گل زنی در برابر قهرمان فصل پیشین لیگ برتر فوتبال انگلستان باشگاه فوتبال لستر سیتی جواب منقدان را داد. اولین گلزنی پوگبا برای منچستریونایتد در لیگ اروپا در برابر تیم فنرباغچه بود که در اکتبر ۲۰۱۶ این گل به ثمر رسید پس از پایان این بازی ژوزه مورینیو سرمربی منچستریونایتد در مورد وی و منتقدان وی اعلام کرد آلبرت اینشتین خیلی زود در مورد پل پوگبا قضاوت می‌کند؛ که اشاره مستقیم به منتقدان پل پوگبا داشته‌است.

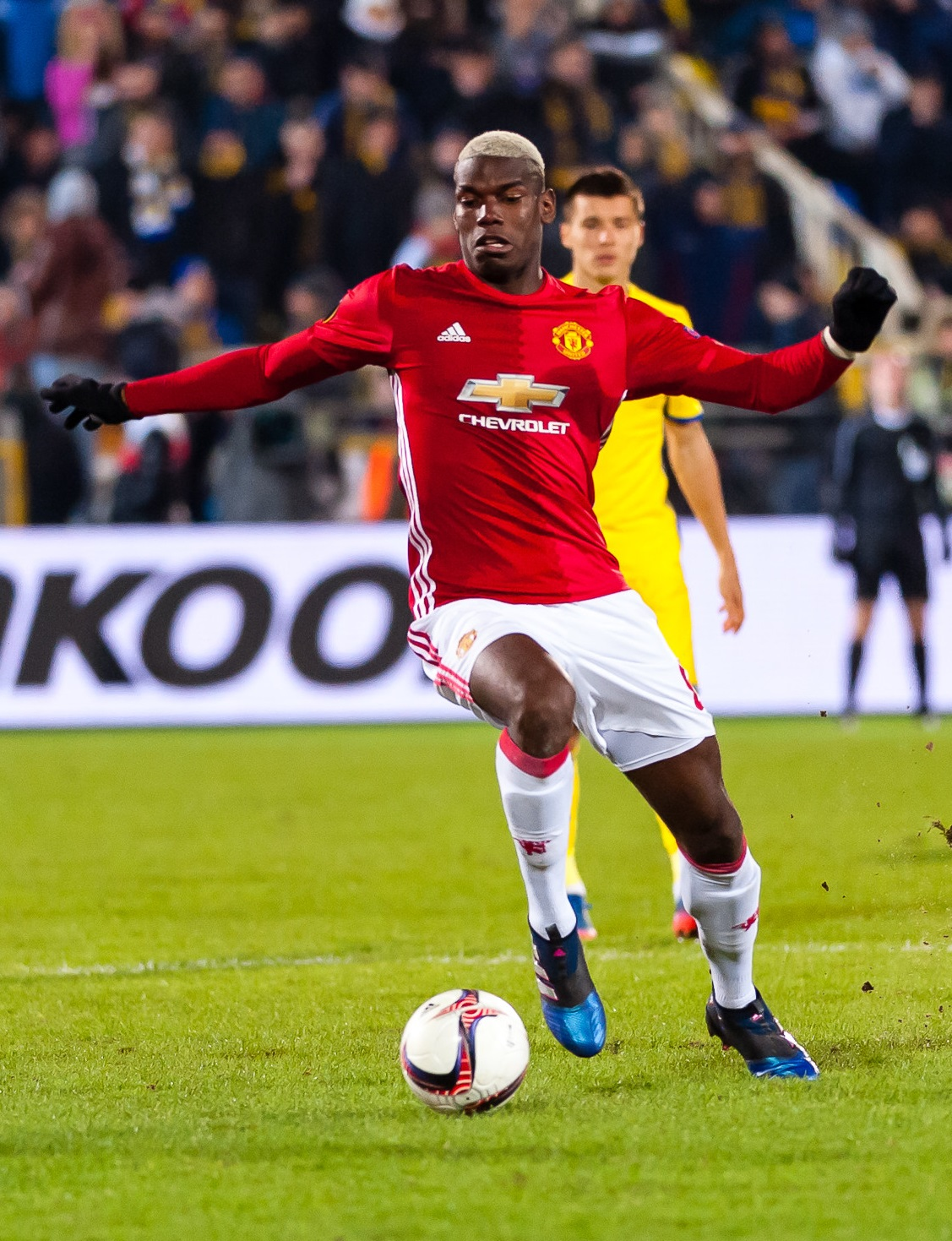
۲۰۱۷

پوگبا در ژانویه ۲۰۱۷ با گلزنی در بازی برگشت نیمه نهایی جام اتحادیه باشگاه‌های انگلستان در برابر تیم هال سیتی باعث شد منچستریونایتد به فینال رقابت‌ها صعود کند. پوگبا در فینال لیگ اروپا ۲۰۱۷ با گلزنی در برابر آژاکس موفق شد از عوامل قهرمانی منچستریونایتد در سال ۲۰۱۷ در لیگ اروپا شود. منچستریونایتد فصل لیگ برتر ۲۰۱۶–۱۷ را در مکان ششم به پایان رساند، در حالی که پوگبا در ۳۰ بازی بازی کرد که موفق به زدن ۵ گل و چهار پاس گل در لیگ شد.

## تیم ملی فرانسه

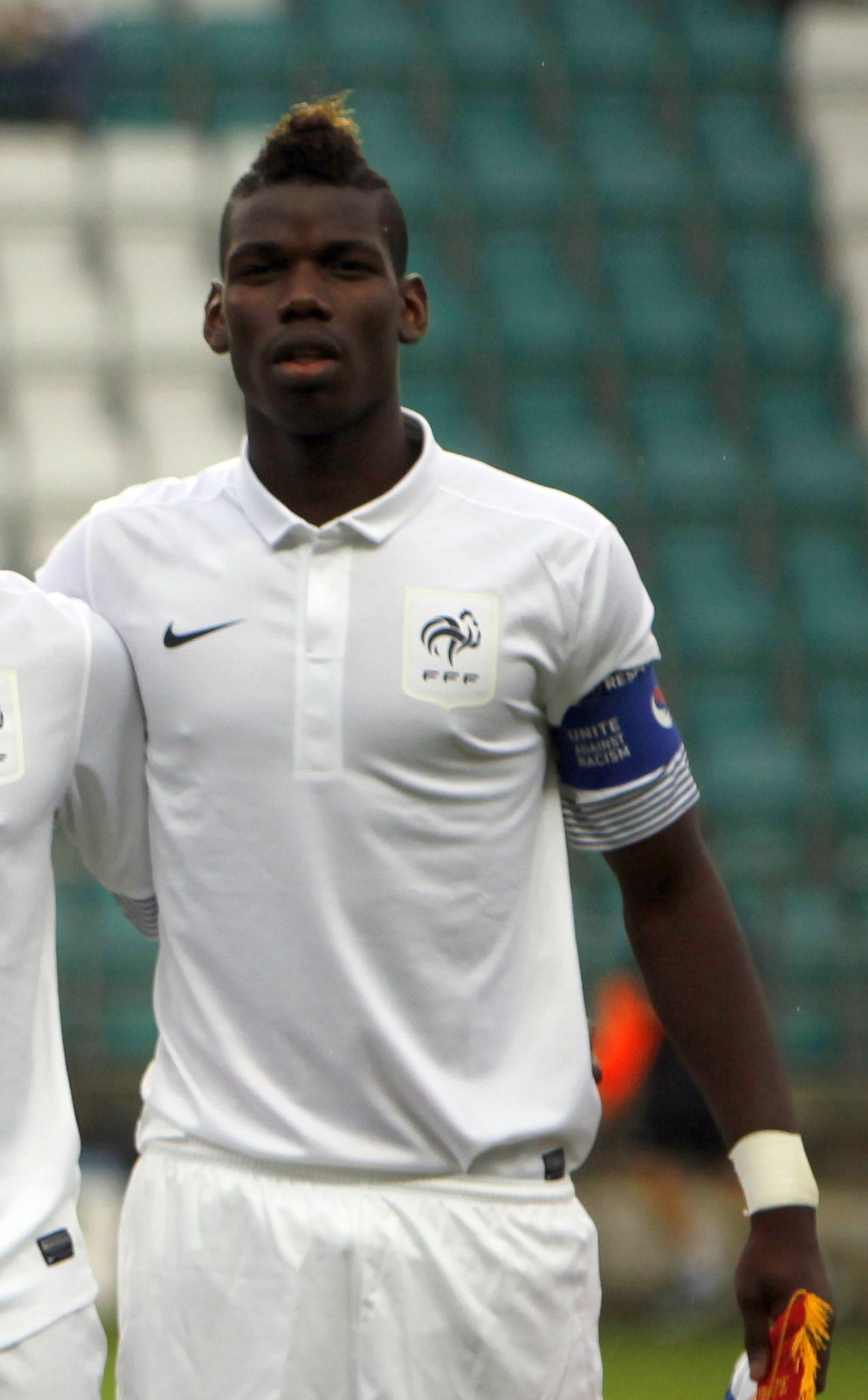
۲۰۱۲

پوگبا در تمامی رده‌های سنی فرانسه بازی کرده‌است و در آنجا هم با آن استعداد خارق‌العاده بازوبند رهبری تیم را بسته‌است. او اولین گلش را برای تیم ملی زیر ۱۶ سال فرانسه در مقابل نروژ در ۳۱ ژانویه ۲۰۰۹ زده‌است. به علت تخلف در ترک تیم لی هار و قرارداد غیر توافقی اش با یونایتد شش ماه از بازی‌های ملی محروم شد و کاپیتانی را از دست داد و در فوریه ۲۰۱۰ کارش را در تیم زیر ۱۷ سال پی گرفت. در ۶ سپتامبر ۲۰۱۱ در اولین بازی برای تیم زیر ۱۹ سال به میدان رفت. در ادامه با تیم زیر ۲۰ سال جام جهانی رفت و آنجا هم کاپیتان تیم بود. او با با تیم ملی فرانسه قهرمان آن مسابقات شد و نام خود را در تاریخ ثبت کرد.
در ۲۲ مارس ۲۰۱۳ برای اولین بار با پیراهن خروس‌ها وارد میدان شد. او در مقابل گرجستان در چارچوب انتخابی جام جهانی ۲۰۱۴ به میدان رفت. پوگبا در جام جهانی ۲۰۱۴ برزیل عملکرد فوق‌العاده از خود نشان داد و به عنوان بهترین بازیکن جوان جام انتخاب شد. در مسابقات جام ملت‌های اروپا ۲۰۱۶ با تیم کشورش موفق شد به فینال مسابقات در کشور فرانسه دست یابد اما در انتها مقابل پرتغال با تک گل ادر(Eder)مهاجم پرتغالی، شکست خوردند. اما در جام جهانی ۲۰۱۸ در مقابل تیم ملی کرواسی توانست با تیم ملی فرانسه با نتیجه ۴–۲ قهرمان جام جهانی شوند.

## افتخارات[۱۱]
ملی
- قهرمانی جام جهانی فوتبال: ۲۰۱۸
- لیگ ملت‌های اروپا: ۲۰۲۱

باشگاهی
یوونتوس
- قهرمانی سری آ ایتالیا: (۴) ۲۰۱۳_۲۰۱۲ ، ۲۰۱۴_۲۰۱۳ ، ۲۰۱۶_۲۰۱۵
- جام حذفی ایتالیا : (۲) ۲۰۱۵_۲۰۱۴ ، ۲۰۱۶_۲۰۱۵
- سوپرجام ایتالیا: (۳)

منچستر یونایتد
- قهرمانی لیگ اروپا : (۱) ۲۰۱۷_۲۰۱۶
- قهرمانی جام اتحادیه انگلیس : (۲)

## محرومیت از فوتبال
پل پوگبا به خاطر دوپینگ با محرومیت چهارساله مواجه شد و لی این محرومیت به هجده ماه کاهش یافت و از مارس ۲۰۲۵ می تواند به صورت رسمی برای تیمی به میدان برود.
دوپینگ پوگبا ۲۰ اوت ۲۰۲۳ پس از رویارویی یووه با اودینزه به دلیل وجود ماده تستسترون مثبت شده است؛ مسابقه‌ای که هافبک فرانسوی در آن حتی بازی هم نکرده و نیمکت‌نشین بود. پس از آن به صورت رسمی اعلام شد پوگبا تا انجام تحقیقات کامل به طور موقت محروم خواهد بود و با این حکم او تا هجده ماه نمی‌تواند فعالیت فوتبالی داشته باشد.